# 板桥头乡
板桥头乡，是中华人民共和国安徽省宣城市绩溪县下辖的一个乡镇级行政单位。

## 行政区划
板桥头乡下辖以下地区：
中村、长岭村、尚田村、庙山村、玉台村、校头村、蜀马村、龙丛村、蜀水村和下溪村。

## 文物古迹
板桥头乡境内拥有以下文物保护单位：
- 安徽省文物保护单位
  - 下溪王氏宗祠（8-121，古建筑，板桥头乡下溪村）
- 宣城市文物保护单位
  - 陈村烈士墓（2017年公布，近现代重要史迹及代表性建筑，1947年，绩溪县板桥头乡陈村）